# Aspviksträsk
Aspviksträsk är en sjö i Värmdö kommun i Uppland och ingår i Norrström-Tyresåns kustområde. Sjön har en area på 0,0547 kvadratkilometer och ligger 13,2 meter över havet.

## Delavrinningsområde
Aspviksträsk ingår i det delavrinningsområde (658279-164262) som SMHI kallar för Rinner till Askrikefjärden. Medelhöjden är 26 meter över havet och ytan är 32,11 kvadratkilometer. Det finns inga avrinningsområden uppströms utan avrinningsområdet är högsta punkten. Avrinningsområdets utflöde mynnar i havet, utan att ha någon enskild mynningsplats.